# 지유
지유(1986년 8월 31일 ~ )는 대한민국의 배우이다.
2006년 패션지 '에꼴' 전속모델 2등을 수상하면서 연예계에 입문했으며, 농심 '후루룩국수'와 외식업체 '아웃백스테이크' 등의 CF에 출연했다. SBS 드라마 '자명고'에서  연기자 신고식을 치렀다. SBS 주말드라마 '그대 웃어요', '산부인과', '자이언트'에서는 명월이, '괜찮아 아빠딸', '무사 백동수', '장옥정' 등의 드라마에 꾸준히 출연하며 얼굴을 알렸다. 2010년 조혜련의 노래 '숑크숑크숑' 뮤직비디오 주인공으로 출연하기도 했다. 지난 2013년 방송된 SBS '짝'의 '미인대회특집'편에 여자 2호로 출연, 큰 화제를 모은 바 있다. 또 지난 2013년 방송된 '장옥정, 사랑에 살다'에서 김태희와 대립하는 자경 역할을 맡아 강렬한 연기를 선보였다.
2015년 '설련화', 최근에는 '신데렐라와 네 명의 기사'와 아침드라마 '사랑이 오네요'에도 출연했다. 2015년 2016년 연극 무대에서도 멋진 연기로 대중을 사로 잡았다. 현재는 자신이 좋아하는 분야에 대해서 꿈을 펼치고 있다.

## 출연작

### 드라마
| 연도 | 제목                    | 역할                 | 비고 |
| ---- | ----------------------- | -------------------- | ---- |
| 2008 | 워킹맘                  |                      |      |
| 2009 | 자명고                  | 명공주의 신녀        |      |
| 2009 | 그대, 웃어요            | 글로벌 자동차 연구원 |      |
| 2010 | 산부인과                | 차 간호사            |      |
| 2010 | 자이언트                | 명월이               |      |
| 2010 | 여자를 몰라             | 장은영               |      |
| 2010 | 괜찮아, 아빠딸          | 황지우               |      |
| 2011 | 무사 백동수             | 장미소               |      |
| 2011 | 컬러 오브 우먼          | 이미소               |      |
| 2013 | 장옥정, 사랑에 살다     | 자경                 |      |
| 2015 | 설련화                  | 홍 실장              |      |
| 2016 | 신데렐라와 네 명의 기사 |                      |      |
| 2016 | 사랑이 오네요           | 소개팅녀             |      |

### 뮤직비디오
- 조혜련 - 숑크숑크숑 (2010년)

### 연극
- 나쁜녀석들 - 김혜수 (2014년)

- 파이터 - 주아 (2015년)

- 기막힌 우연 - 여자주인공 (2016년)

- 아인슈타인의 별 - 아내 (2016년)

### 방송
- 짝 - 52기 여자 2호[1]